# Маккин, Томас
Томас Маккин (англ. Thomas McKean; 19 марта 1734 — 24 июня 1817) — американский юрист и политик из Нью-Касла, штат Делавэр, и Филадельфии, штат Пенсильвания.
Во время Американской революции он был делегатом Континентального конгресса, где был в числе подписавших Декларацию независимости Соединённых Штатов и Статьи Конфедерации. Маккин был 8-м президентом Континентального конгресса. На протяжении своей жизни в разное время был членом Федералистской и Демократическо-Республиканской партий США. Позже был губернатором штата Делавэр, председателем Верховного суда штата Пенсильвания и губернатором Пенсильвании.

## Образ в кино
- «Джон Адамс» (2008)